# Kamelot (Hvězdná brána)
Kamelot je 20. epizoda 9. řady sci-fi seriálu Hvězdná brána.

## Děj
SG-1 přichází na planetu Kamelot, protože věří, že je zde ukryta Merlinova zbraň, přestože nevědí jak přesně zbraň vypadá nebo jak funguje. SG-1 najde vesnici, kde je uprostřed návsi zabodnutý meč v kameni, podobný jako ten, co našli v jeskyni Avalonu. Jsou přivítáni vůdcem vesnice Meurikem, který jim říká, že Kamelot je dřívějším i budoucím domovem krále Artuše a rytířů kulatého stolu.
Po několika dotazech, během kterých se SG-1 dozvídá, že na Merlina vesničané příliš rádi nevzpomínají, objevuje SG-1, že Merlin v Kamelotu postavil knihovnu, ale ta je chráněna mocnou kletbou: černým rytířem, o kterém SG-1 předpokládá, že je holografickým strážcem, podobným tomu v jeskyni Avalonu. Dr. Daniel Jackson přesvědčuje vesnického kronikáře Antoniuse, aby jim pomohl vstoupit do knihovny. Jakmile se ocitnou uvnitř, chvíli bezvýsledně prohlížejí sebrané knihy. Když plukovník Cameron Mitchell objeví tajnou chodbu, která vede ke komoře obsahující Antický ovládací panel, Antonius se rozhodne odejít. Říká, že již pokoušeli osud dost. Když Antonius přijede domů, je napaden a zabit černým rytířem.
Meurik odhaluje, že SG-1 vstoupila do knihovny a požaduje, aby opustili vesnici. Tým protestuje, ale je náhle transportován na palubu Odyssey. Plukovník Paul Emerson je informuje, že Jaffové objevili plně dokončenou Orijskou Superbránu u P3Y-229. Nicméně, Daniel a Mitchell se vrací do Kamelotu v naději, že naleznou způsob, jak porazit černého rytíře a najít zbraň předtím, než je vyzvedne nová Ruská vesmírná loď třídy Daedalus, Koroljov.
Protože vesničané nechtějí, aby SG-1 pátrala v knihovně, Odyssey je transportuje přímo do knihovny, kde Daniel hledá způsob, jak deaktivovat hologram rytíře. Jeho první pokusy jsou neúspěšné a rytíř se znovu objeví ve vesnici. Mitchell se pokusí s ním bojovat, ale neúspěšně, a to dokonce i potom, co se místní dívce Valencii podaří vytáhnout meč z kamene a dát jej Mitchellovi. Posléze se Danielovi podaří vytvořit místnost plnou pokladů spolu s hologramem Merlina, ale nedaří se mu zařízení vypnout. Daniel vystřelí na řídící krystal přístroje a černý rytíř zmizí.
U Superbrány se již shromáždila velká flotila Jaffských lodí. Jakmile Odyssey přiletí, Teal'c se ihned transportuje k nejbližší Jaffské lodi, říkající, že zamýšlí získat další spojence. Brzy poté se vynoří z hyperprostoru Asgardská loď, která přiváží asgarda Kvasira na Odyssey. Kvasir a podplukovník Samantha Carterová hledají způsob, jak aktivovat Superbránu a zabránit tak Oriům její vytočení.
Mezitím, Teal'c letí neoznačeným Tel'takem na území Luciánské aliance, kde je zajat a přiveden před vůdce Netana. Teal'c vyzývá Netana, aby jim pomohl proti Oriům, ale Netan by raději Teal'ca zabil. Nicméně, poté co Teal'c přemůže Netanovy stráže, sebere jednu z jejich zbraní a Netana nezabije, vůdce Luciánské aliance znovu uváží Teal'covu žádost.
V Kamelotu Daniel a Mitchell hledají v pokladu přívěsek, o kterém se Daniel domnívá, že je Merlinova zbraň. Meurik identifikuje přívěsek, který hledají jako svatý grál, kvůli jehož nalezení král Artuš před dávnou dobou opustil tento svět. Meurik říká, že si není třeba dělat starosti, když Valencia vytáhla meč z kamene. Z jeho pohledu je to znamení, že král Artuš se již brzy vrátí. Daniel se pokusí přesvědčit vesničany, že se ve vesnici nic nadpřirozeného neděje, ale je uprostřed věty transportován na Koroljov.
Na lodi Carterová přesvědčuje plukovníka Emersona, že vytočení Superbrány je důležité, protože to zabrání Oriům poslat skrze ní jakoukoliv loď. Carterová se proto vydává ve skafandru do vesmíru, aby nahradila vytáčecí krystal Superbrány za jiný, který ona a Kvasir modifikovali. Předtím, než může nový krystal inicializovat se však Superbrána aktivuje.
Koroljov přiletí právě když čtyři Orijské válečné lodě prolétají Superbránou. Orijské lodě rychle zdolají spojenecké síly. Carterová, uvězněná ve vesmíru blízko Superbrány, může jen sledovat krveprolití. A na palubě jednoho z Orijských křižníků je Vala Mal Doran podobně bezmocná, když je svědkem bitvy, kterou sleduje oknem a přemýšlí o jejím ještě nenarozeném dítěti.